# François Perrier (konstnär)

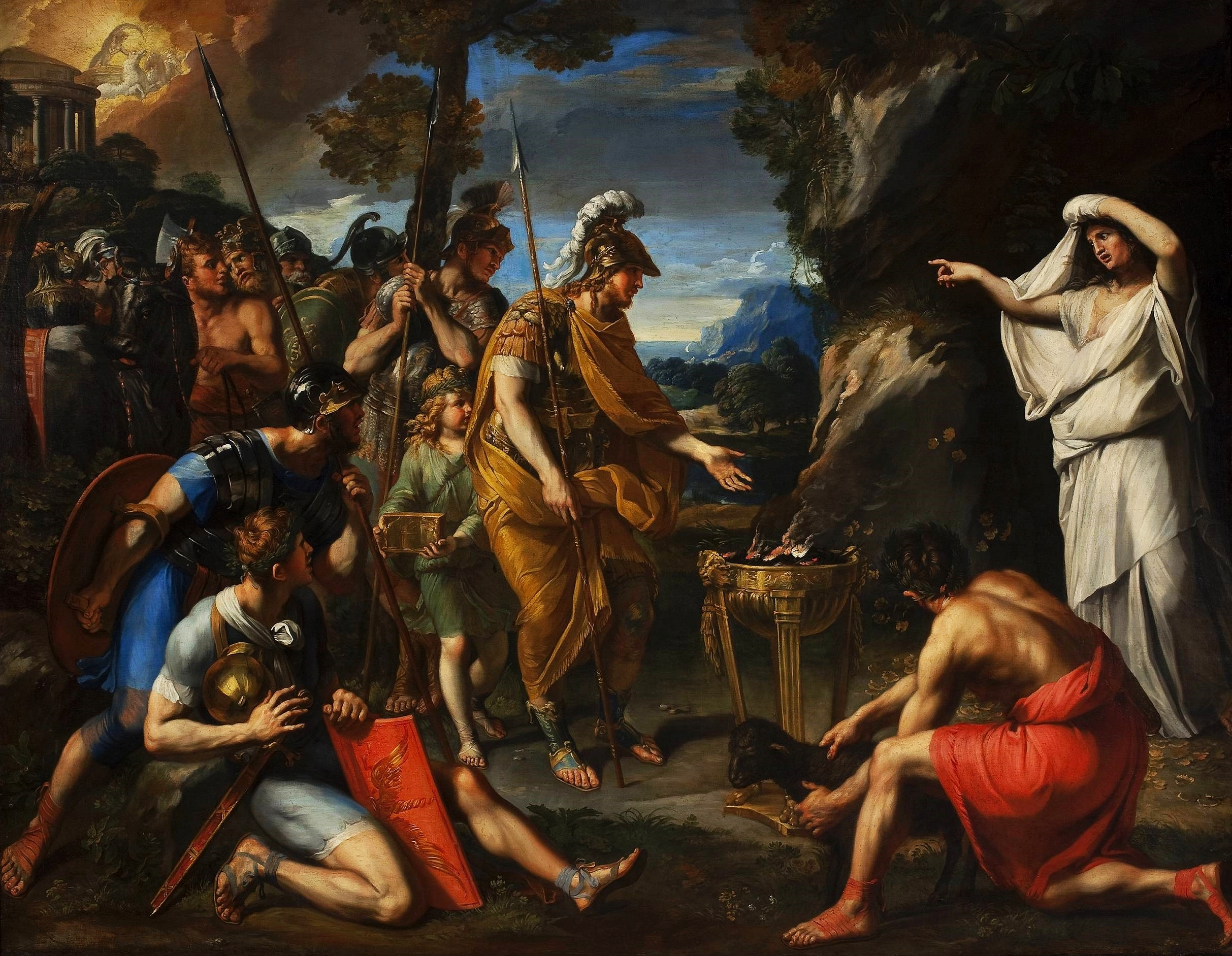
Perrier: Aeneas och sibyllan i Cumae.

François Perrier, kallad Le Bourguignon, född omkring 1590 i Doubs, död 1650 i Paris, var en fransk målare.
Perrier, som var son till en guldsmed, ägnade sig tidigt åt måleriet och studerade i Italien under Lanfranco. Han vistades i Rom 1615-30 och 1638-46, varefter han slutligen slog sig ned i Paris, där han målade galleriet i Hôtel de la Vrillière, hans mest betydande arbete. Perrier var en av de första tolv professorerna i den 1648 stiftade konstakademien. I Louvren finns tre mytologiska bilder av honom. Han var dessutom en flitig och ganska skicklig kopparstickare. Bland hans lärjungar nämns den berömde Lebrun.